# Charles Winder
Charles Blish Winder, Jr. (Wayne, Ohio, 23 de juny de 1874 - West Palm Beach, Florida, 5 de març de 1921) va ser un tirador estatunidenc que va competir a primers del segle xx. Fou coronel de l'Ohio Army National Guard.
El 1908 va prendre part en els Jocs Olímpics de Londres, on disputà dues proves del programa de tir. En la prova de rifle militar per equips guanyà la medalla d'or i en la de rifle militar, 1000 iardes fou setzè.